# Днепър (ракета)
Днепър (на украински: Дніпро; на руски: Днепр) е ракета носител, кръстена на река Днепър. Представлява преконструирана междуконтинентална балистична ракета (МКБР) за изстрелване на изкуствени спътници в орбита. Използва се от компания Космотрас. Първият полет е направен на 21 април 1999 г. с извеждането на демонстрационен спътник UoSAT-12 в орбита. Спътникът е бил с тегло 350 kg и е изведен в ниска околоземна орбита от 650 km.

## Преконструирана ракета
Днепър е производна на междуконтиненталната балистична ракета Р-36 (натовско обозначение SS-18 Satan) проектирана от конструкторско бюро Южное в град Днипро, Украйна. Ракетата използва токсични течни горива. Около 150 МКБР могат да бъдат преконструирани и използвани за изстрелвания на спътници до 2020 г. Днепър може да бъде изстрелвана от Байконур в Казахстан и от новопостроения космодрум Домбаровски в регион Оренбург в Русия.

## Характеристики
Днепър има малки модификации в сравнение с Р-36. Основната версия на ракетата може да изведе товар от 3600 kg в 300 km НЗО с инклинация 50,6°, или 2300 kg в 300 km слънчево-синхронизирана околоземна орбита с инклинация 98,0°.

## История на изстрелванията
Преди да се използва за комерсиални цели, ракетата е била на служба в Стратегическите ракетни сили, които са извършили 160 изстрелвания с надеждност 97% на версията като МКБР.
| Полет                  | Дата               | Товар | Орбита                                                                      | Площадка     |
| ---------------------- | ------------------ | --- | --------------------------------------------------------------------------- | ------------ |
| 1                      | 21 април, 1999     | UoSAT-12 | 650 km кръгова НЗО с 65˚ инклинация                                         | Байконур     |
| 2                      | 26 септември, 2000 | MegSat-1 (Италия)/UniSat (Италия)/TiungSat-1 (Малайзия)/ SaudiSat-1A & SaudiSat 1B (Саудитска Арабия) | 650 km кръвгова НЗО с 65˚ инклинация                                        | Байконур     |
| 3                      | 20 декември, 2002  | LatinSat 1 & LatinSat 2 (Аржентина)/SaudiSat-1S (Саудитска Арабия)/UniSat 2 (Италия)/Rubin 2 (Германия) | 650 km кръгова НЗО с 65˚ инклинация                                         | Байконур     |
| 4                      | 29 юни, 2004       | Demeter (Франция)/ Saudicomsat-1, Saudicomsat 2 & Saudisat 2 (Саудитска Арабия)/ LatinSat C & LatinSat D (Аржентина)/ Unisat-3 (Италия)/ Amsat Echo (USA)                                                                  | 700 km × 850 km слънчево-синхрониззирана околоземна орбита с 98˚ инклинация | Байконур     |
| 5                      | 24 август, 2005    | OICETS & INDEX (Япония) | 600 km × 50 km слънчево-синхрониззирана околоземна орбита с 98˚ инклинация  | Байконур     |
| 6                      | 12 юли, 2006       | Дженезис I (САЩ) | 560 km кръгова НЗО с 65˚ инклинация                                         | Домбаровски  |
| 7                      | 26 юли, 2006       | BelKA (Беларус)/ UniSat-4 & PiCPoT (Италия)/ Baumanets (Русия)/ AeroCube-1, CP1, CP2, ICEcube-1, ICEcube-2, ION, KUTESat, Merope, Rincon 1, Voyager & SACRED (USA)/HAUSAT-1 (Южна Корея)/Ncube-1 (Норвегия)/SEEDS (Япония) | провал                                                                      | Байконур     |
| 8                      | 17 април, 2007     | EgyptSat 1/SaudiSat 3/SaudiComSat 3-7 /AKS 1/AKS 2/Cal Poly Picosatellite Project 3 &4/CAPE 1/Libertad 1/AeroCube 2/CubeSat TestBed 1/MAST                                                                                 | 692 km × 665 km слънчево-синхрониззирана околоземна орбита с 98˚ инклинация | Байконур     |
| 9                      | 15 юни, 2007       | TerraSAR-X | 514 km кръгова НЗО с 97˚ инклинация                                         | Байконур     |
| 10                     | 28 юни, 2007       | Дженезис II | 560 km кръгова НЗО с 65˚ инклинация                                         | Домбаровски  |
| 11                     | 29 август 2008     | RapidEye 1/2/3/4/5 | успешно изведен слънчево-синхронизирана орбита                              | Байконур     |
| 12                     | 1 октомври 2008    | THEOS | успешен                                                                     | Домбаровски  |
| 13                     | 29 юли 2009        | DubaiSat-1/Deimos-1/UK-DMC 2/Nanosat 1B/AprizeSat-3/AprizeSat-4 | ССО                                                                         | Байконур     |
| 14                     | 8 април 2010       | Cryosat-2 | полярна орбита                                                              | Байконур     |
| Планирани изстрелвания |                    | |                                                                             |              |
| 15                     | 15 юни 2010        | Призма/Пикард | планиран                                                                    | Домабаровски |